# Touch of Evil
Touch of Evil és una pel·lícula estatunidenca en blanc i negre, escrita i dirigida per Orson Welles, que també protagonitza la pel·lícula, estrenada l'any 1958. El guió es va basar lliurement en la novel·la contemporània de Whit Masterson Badge of Evil (1956). El repartiment incloïa Charlton Heston, Janet Leigh, Joseph Calleia, Akim Tamiroff i Marlene Dietrich.	
Universal-International va encarregar l'adaptació cinematogràfica de la novel·la l'abril de 1956. Albert Zugsmith va ser seleccionat com a productor, que després va contractar l'escriptor de televisió Paul Monash per escriure el guió. Heston va ser incorporat per protagonitzar el gener de 1957 i va suggerir que Welles dirigís el projecte. Welles va ser contractat per dirigir i protagonitzar, així com per reescriure el guió. El rodatge va començar el mes següent i va acabar a l'abril. Durant la postproducció de la pel·lícula, van sorgir diferències creatives entre Welles i els executius d'Universal i Welles es va veure obligat a abandonar la pel·lícula. Posteriorment, Universal-International va revisar l'estil d'edició de la pel·lícula perquè fos més convencional i va ordenar que es tornes a rodar el novembre de 1957. En resposta a la nova versió, Welles va escriure una nota de 58 pàgines en la qual va descriure de manera elaborada la seva visió creativa per a la pel·lícula i va demanar que es restaures la seva versió.
Inicialment descartat pels crítics de cinema, Touch of Evil va trobar popularitat entre el públic europeu i va guanyar els millors premis al Festival de Cinema Mundial de Brussel·les de 1958. Durant la dècada de 1970, la seva reputació es va renovar i ara és àmpliament considerada com una de les millors pel·lícules de Welles i una de les millors pel·lícules en blanc i negre de l'època clàssica, així com una de les darreres. Touch of Evil es va reeditar segons la visió original de Welles, tal com es descriu a la seva nota, el 1998.
El 1993, la pel·lícula va ser seleccionada per a la conservació al National Film Registry dels Estats Units per la Biblioteca del Congrés com a "important cultural, històricament o estèticament".

## Repartiment
Welles va seleccionar Janet Leigh per al paper de Susan Vargas. Abans que el seu agent l'hagués notificat del càsting, Welles es va posar en contacte amb Leigh per telegrama dient-li com estava encantat de treballar amb ella a Badge of Evil. Va contactar amb el seu agent i va acceptar el paper. Se li va demanar a Dennis Weaver que fes una audició com a director de nit després que Welles l'hagués vist com Chester Goode a Gunsmoke. Se li va encarregar que improvisés.Mentrestant, Zugsmith s'havia trobat amb Joanna Cook Moore en una festa i estava decidit que era adequada per al paper de Marcia Linnekar. Welles va completar el repartiment de suport amb Akim Tamiroff, a qui va erigir anteriorment a Mr. Arkadin (1955), mentre que Joseph Cotten, Ray Collins, Marlene Dietrich i Keenan Wynn van acceptar aparèixer a la pel·lícula per l'escala salarial sindical i sense crèdit a la pantalla. Zugsmith també va insistir que a la seva amiga Zsa Zsa Gabor se li fes un cameo a la pel·lícula. En última instància, tots els actors van rebre un pagament a escala sindical i se'ls va donar crèdit a la pantalla.
Després d'haver conegut Mercedes McCambridge des de la seva etapa al Mercury Theatre, Welles la va trucar i li va demanar que arribés al plató. Leigh i els actors vestits de "matxos d'aspecte greixós" es van quedar esperant que Welles comencés a filmar. Welles va tallar els cabells de McCambridge i li va aplicar un esmalt de sabates negres sobre els seus cabells i celles recentment retallats. Segons les seves memòries: "Van portar una jaqueta de cuir negre d'algun lloc, i jo estava" llest ". L'Orson va dir que volia un accent mexicà fort i gruixut. Jo vaig dir: "You've got it!"".
Actors:

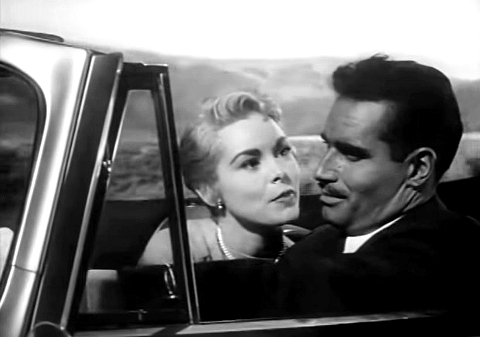
Janet Leigh i Charlton Heston al film

- Charlton Heston: Ramon Miguel «Mike» Vargas
- Janet Leigh: Susan Vargas
- Orson Welles: Hank Quinlan
- Akim Tamiroff: «Oncle Joe» Grandi
- Joseph Calleia: Pete Menzies
- Valentin De Vargas: Pancho
- Dennis Weaver: vigilant de nit
- Marlene Dietrich: Tana
- Joseph Cotten: el metge forense
- Mercedes McCambridge: la dona del cap de la banda
- Zsa Zsa Gabor: la senyora